# Javier Pastore
Javier Matías Pastore (Córdoba, 20 giugno 1989) è un ex calciatore argentino, di ruolo centrocampista. Con la nazionale argentina è stato vicecampione del Sud America nel 2015 e nel 2016.

## Biografia

### Vita privata

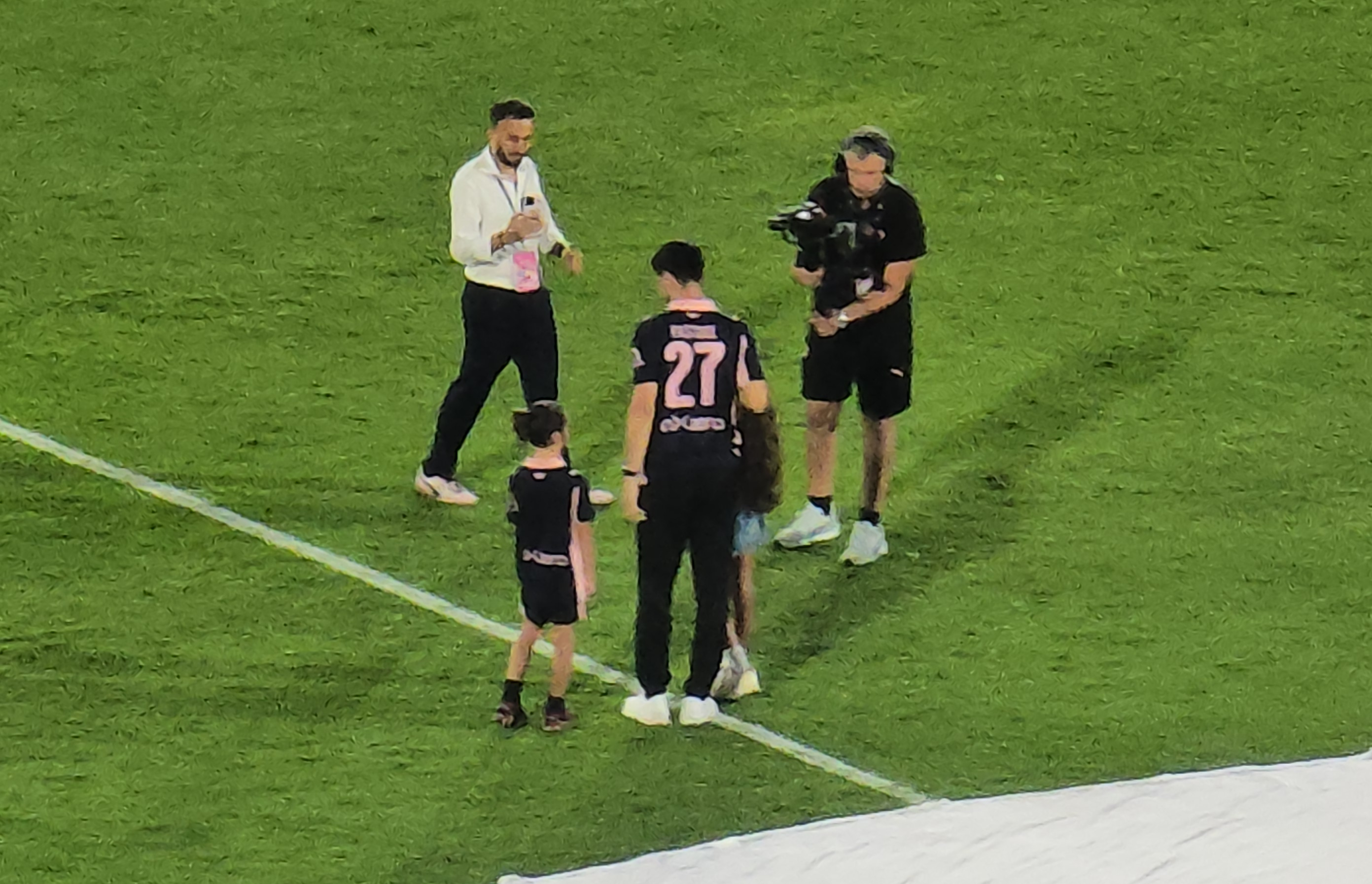
Pastore nel 2025 sul campo dello Stadio Renzo Barbera assieme ai due figli.

La sua famiglia è originaria di Volvera (TO) e possiede perciò anche il passaporto italiano. Ha tre fratelli: Juan, più piccolo di lui, nella stagione 2009-2010 si è allenato con le giovanili del Palermo.
Dal 2009 è legato sentimentalmente alla modella palermitana Chiara Picone, con cui è convolato a nozze il 24 maggio 2017 al municipio di Neuilly-sur-Seine.
Da questa relazione ha avuto due figli: Martina (2015) e Santiago (2018).

### Altre attività
Insieme al connazionale Éver Banega ha fondato nel 2010 l'associazione senza fini di lucro chiamata "Soplo de Vida", con lo scopo di aiutare i cani abbandonati.
Il 29 marzo 2012 è uscita in Francia (paese in cui giocava in quel momento) una sua biografia intitolata Le phénomène Pastore (in italiano Il fenomeno Pastore), scritta dal giornalista de L'Équipe Vincent Duluc, in cui vengono riportate testimonianze più o meno note da parte di chi è stato più vicino al giocatore.

## Caratteristiche tecniche
Soprannominato el Flaco (in italiano "il magro"), Pastore è un trequartista che si ispira al brasiliano Kaká e al connazionale Juan Román Riquelme come tipologia di gioco e posizione; è stato spesso accostato anche a Zinédine Zidane e all'italo-uruguaiano Enzo Francescoli. È considerato uno dei migliori giocatori della classe 1989.
Tecnico ed elegante, può essere utilizzato in parecchi ruoli come l'esterno alto, il rifinitore classico, la seconda punta, la mezzala in un modulo 4-3-3 e in alcuni casi anche come centravanti, muovendosi su tutto il fronte d'attacco partendo indifferentemente sia da sinistra che da destra e tentando spesso di saltare l'uomo nell'uno contro uno; è capace quindi di iniziare e concludere l'azione d'attacco. Non gli mancano capacità di verticalizzare e buona confidenza con la porta avversaria, ed è dotato di un buon controllo di palla anche in velocità. Di passo lungo, ha una buona visione di gioco. Nella nazionale guidata da Maradona giocò sulla fascia, come ad inizio carriera; mantenne il ruolo anche nel post-Mondiale. È autore di svariati assist per i compagni e nel suo repertorio c'è anche la rabona.
A livello atletico è molto resistente e veloce. In tal senso, il preparatore atletico del Palermo, Valter Vio, ha constatato, tramite test atletici specifici, che la sua soglia di incremento della velocità senza formare acido lattico è elevatissima, ed è anche per questo motivo che trova continuità in campo giocando sempre i novanta minuti di ogni partita. Spicca anche nell'elevazione.

## Carriera

### Club

#### Talleres e Huracán
Muove i primi passi nella squadra del Collegio San José Artesano, a nove anni. Nel 1999 entra nelle giovanili del Talleres (C), arrivando ad esordire con la prima squadra in Primera B Nacional nel 2007 disputando 5 partite a soli 17 anni. Nel novembre del 2006 sostiene un provino coi francesi del Saint-Étienne, che lo bocciano. In seguito non supera nemmeno un provino con la squadra spagnola del Villarreal: in seguito disse di non essersi impegnato durante il test e che il suo unico obbiettivo era strappare una foto con Juan Román Riquelme, suo idolo. Mentre gioca in questa squadra viene definito «la più grande promessa di Talleres».
Nei primi mesi del 2008 viene acquistato dall'Huracán per 500.000 dollari. Carlos Babington, presidente dell'Huracán, lo volle prendere immediatamente dopo avergli visto giocare una partita con il Talleres, ma non aveva abbastanza denaro e così fu aiutato economicamente da una holding argentina che acquistò il 55% del cartellino del giocatore per 200.000 dollari. Con il nuovo club debutta in prima squadra il 24 maggio 2008 nella partita esterna contro il River Plate, persa 1-0.
A partire dal Clausura 2009 fa stabilmente parte dell'undici titolare della squadra argentina e durante il semestre realizza 8 gol e 4 assist sotto la guida tecnica di Ángel Cappa. Il 9 giugno 2009 la società argentina ha rilevato il 10% del cartellino del giocatore che apparteneva in precedenza interamente ai suoi procuratori e alla holding argentina. Con l'Huracán ha ottenuto un secondo posto nel torneo di clausura 2009, perdendo all'ultima giornata contro il Vélez Sarsfield (1-0), vincitore del titolo. Con 7 reti è stato il capocannoniere della sua squadra. In pochi mesi diviene l'idolo del club.

#### Palermo

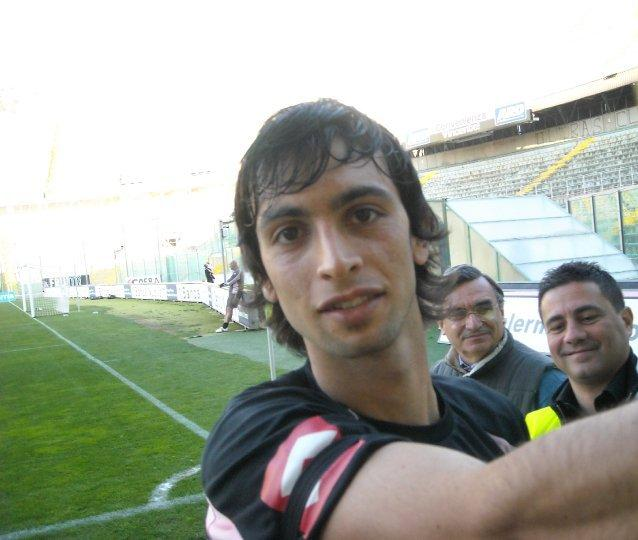
Pastore al nel 2010.

Nel luglio 2009 è acquistato dal Palermo per € 6,5 milioni. Esordisce con la maglia rosanero numero 6 il 15 agosto nel terzo turno di Coppa Italia contro la SPAL (4-2), mentre il suo esordio nel campionato italiano avviene otto giorni dopo nella vittoriosa partita contro il Napoli (2-1) alla prima giornata; in entrambe le occasioni gioca titolare.
Fino a quando sulla panchina rosanero sedeva Walter Zenga, il giocatore partiva spesso dalla panchina o giocava esterno sinistro, posizione che lo penalizzava. Il 30 gennaio 2010 contro il Bari (sconfitta per 4-2), segna la sua prima rete in Serie A. Con il passare del tempo, e dopo l'arrivo di Delio Rossi come allenatore, si guadagna il posto da titolare ai danni di Fábio Simplício, adeguandosi sempre più al calcio italiano e diventando un giocatore importante per la squadra. Chiude la sua prima stagione in Italia in crescendo: le presenze totali della stagione sono 34 in campionato, più 3 in Coppa Italia.
Per la nuova annata cambia numero: lascia la casacca numero 6 al neo acquisto Ezequiel Muñoz per prendere il numero 27, il preferito di sua madre Patricia. Inizia la seconda stagione al Palermo in maniera positiva: è infatti uno dei migliori in campo nella prima uscita stagionale della squadra siciliana, nell'andata degli spareggi di Europa League contro gli sloveni del Maribor, segnando un gol nel 3-0. Per lui si è trattato dell'esordio europeo.
Il 14 novembre 2010, nel derby contro il Catania vinto per 3-1 (dodicesima giornata), segna la prima tripletta in carriera. È stato il primo giocatore a riuscire a segnare tre gol nella storia di tale derby, e il secondo straniero del Palermo a fare tripletta in un campionato di Serie A (l'altro era stato Čestmír Vycpálek). Per il mese di dicembre 2010 è stato scelto per la copertina del mensile sportivo argentino El Gráfico.
Nella serata del 24 gennaio 2011 gli viene assegnato l'Oscar del calcio AIC quale migliore calciatore giovane del 2010, battendo gli altri due candidati Mario Balotelli e Alexandre Pato.
Con 11 gol segnati in campionato, è il capocannoniere della squadra; il computo complessivo delle reti è di 13 (in 45 presenze) considerando anche le realizzazioni in Coppa Italia (persa in finale contro l'Inter per 3-1) ed Europa League. Fra le migliori partite della stagione, da segnalare è la trasferta contro la Juventus vinta per 3-1 e giocata il 23 settembre 2010 (4ª giornata di campionato).

#### Paris Saint-Germain

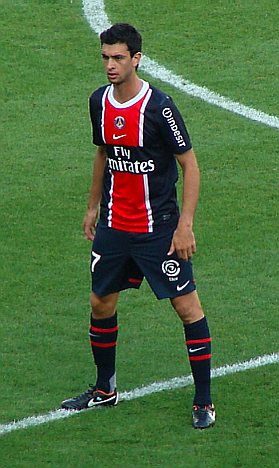
Pastore con la maglia del nel 2011.

Il 6 agosto 2011 passa ai francesi del Paris Saint-Germain in cambio di € 43 milioni: di questi, una parte è suddivisa fra i club che hanno fatto crescere Pastore come premio di valorizzazione (il 5%), 12,5 milioni vanno al procuratore Marcelo Simonián, proprietario in parte del suo cartellino, e i restanti 22,8 milioni nelle casse del Palermo. L'argentino, firmando un contratto per sei stagioni a € 4 milioni all'anno (5 milioni con i bonus), diviene il calciatore più pagato dell'intero campionato francese. Inoltre, quello di Pastore è il diciassettesimo trasferimento più costoso della storia del calcio (all'epoca di riferimento) e il più costoso sia della storia della società che dell'intero campionato francese.
Il 18 agosto fa l'esordio ufficiale con la maglia dei parigini in occasione della sfida di andata del play-off di Europa League in trasferta contro i lussemburghesi del Differdange 03 (vittoria per 4-0), giocando in maniera positiva tutta la partita, nella quale fornisce due assist nei minuti finali. Tre giorni dopo debutta nel campionato francese entrando al 58' al posto di Blaise Matuidi nella partita vinta per 2-1 in casa contro il Valenciennes e valida per la terza giornata di campionato. Segna la prima rete con la nuova squadra l'11 settembre in PSG-Brest, valida per la vittoria di misura. Nell'ottava giornata arriva la prima doppietta in terra francese, realizzata nella vittoria per 3-0 in casa del Montpellier. Per il mese di settembre è stato eletto il miglior giocatore della Ligue 1. Il 3 novembre, nella quarta partita della fase a gironi dell'Europa League, realizza al 63' la rete – la prima internazionale con i francesi – che permette alla sua squadra di battere per 1-0 lo Slovan Bratislava. Chiude la stagione con 33 presenze in campionato (chiuso al secondo posto dietro il Montpellier), 3 nella Coppa di Francia e 7 in Europa League, segnando rispettivamente 13, 1 e 2 gol per un totale di 43 presenze e 16 gol.
Nella stagione 2012-2013, iniziata nel ruolo per lui inusuale di mezzala, vince il primo campionato in carriera con 34 presenze e 4 reti in Ligue 1; completano l'annata 3 presenze con 2 gol in Coupe de France, una presenza in Coupe de la Ligue e 10 presenze, con 3 gol, in UEFA Champions League. In quest’ultima competizione esordisce il 18 settembre 2012, andando a segno nel 4-1 casalingo contro la Dinamo Kiev. Realizza un goal decisivo per il passaggio del turno agli ottavi contro il Valencia. Ai quarti i parigini vengono eliminati dal Barcellona per la regola dei goal fuori casa, nonostante il goal di Pastore al Camp Nou (1-1 finale).
Apre la stagione 2013-2014 vincendo la Supercoppa di Francia in cui la sua squadra batte per 2-1 il Bordeaux il 3 agosto 2013. Il 19 aprile 2014 ha vinto la Coupe de la Ligue battendo in finale l'Olympique Lione per 2-1, mentre a fine stagione vince nuovamente il campionato. In Champions League i parigini vengono eliminati dal Chelsea ai quarti di finale. All’andata i francesi vincono al Parco dei Principi per 3-1, con una delle reti realizzata proprio da Pastore. Tuttavia la sconfitta di Londra (2-0) comporta nuovamente l'eliminazione dei francesi per la regola dei goal fuori casa.
Apre la stagione 2014-2015 con la vittoria della Supercoppa di Francia disputata il 2 agosto contro il Guingamp (2-0). Colleziona 34 presenze e 5 goal in campionato (tra cui una doppietta al Nizza). Vince entrambe le coppe nazionali mentre in Champions i parigini vengono eliminati ai quarti di finale dal Barcellona, vincitore della competizione.
La stagione 2015-2016 è caratterizzata da numerosi infortuni. Colleziona appena 16 presenze e 2 goal in campionato. Il 23 aprile segna nella finale di Coupe de la Ligue vinta contro il Lille (2-1).
Inizia la stagione 2016-2017 sfoderando una prestazione di rilievo contro l'Olympique Lione nel Supercoppa di Francia, segnando un goal e fornendo due assist. La stagione sarà nuovamente segnata dagli infortuni. Pastore giocherà appena 15 partite in campionato e 2 in Champions League, assistendo dalla panchina alla clamorosa rimonta del Barça agli ottavi (6-1).
Nel 2017 rinuncia alla maglia numero 10, lasciandola al neo-acquisto Neymar, il quale ringrazia pubblicamente Pastore per il bel gesto. In questa stagione torna a giocare con continuità, tuttavia a fine stagione lascia la squadra. Con i parigini ha giocato per 7 stagioni, collezionando 269 presenze e 45 goal in tutte le competizioni. Ha vinto 5 Ligue 1, 5 Supercoppe di Francia, 5 Coppe di Lega francese e 4 Coppe di Francia.

#### Roma
Il 26 giugno 2018 la Roma lo acquista a titolo definitivo per 24,7 milioni di euro. Il giocatore torna così in Italia, dopo quasi 7 anni dall'ultima esperienza nel 2011, scegliendo anche questa volta la maglia con il numero 27. Segna il suo primo gol con i giallorossi, "di tacco", in occasione della sfida casalinga contro l'Atalanta, terminata 3-3. Alla 6ª giornata segna nuovamente col tacco nel netto successo per 4-0 contro il Frosinone. Debutta in Champions League coi giallorossi il 12 dicembre, nel match contro il Viktoria Plzeň. Torna a giocare in Coppa Italia il 14 gennaio 2019, a 8 anni dall'ultima apparizione, andando peraltro in rete contro la Virtus Entella. Complici gli infortuni, gioca 17 partite in stagione segnando 4 reti e deludendo le aspettative.
Il 19 settembre 2019 Pastore debutta in giallorosso in Europa League, contro l'İstanbul Başakşehir. La seconda stagione in giallorosso si chiude con 15 presenze complessive, giocando poco in quanto spesso indisponibile per i frequenti infortuni.
A causa dei suoi problemi fisici e del suo pesante ingaggio, nell'estate del 2020 iniziano a circolare alcune voci su una possibile risoluzione del contratto. Nonostante ciò il 7 agosto 2020 si opera all'anca per provare a tornare in forma per la stagione 2020-21, ancora con la Roma. L'operazione lo tiene fuori dalla lista dei convocati fino al 31 gennaio 2021, ma non trova alcuno spazio nemmeno nei mesi a seguire, né da titolare né da subentrante. Ad aprile 2021 torna in campo contro il Bologna da subentrato.
Dopo essere stato messo fuori rosa nei primi mesi della nuova gestione tecnica di José Mourinho, il 30 agosto 2021 il club capitolino annuncia la risoluzione consensuale del contratto dell'argentino, che resta così svincolato.

#### Elche, Qatar SC e ritiro
Il 4 settembre 2021, l'argentino si accasa agli iberici dell'Elche, con cui sigla un accordo annuale. Debutta con gli spagnoli il 18 settembre successivo, disputando l'ultima mezz'ora della gara di campionato contro il Levante (1-1). Il 6 gennaio 2023 rescinde il contratto con il club spagnolo avendo messo insieme solo 16 presenze complessive in 16 mesi.
L'11 gennaio 2023 firma un contratto con il Qatar SC. Esordisce con i qatarioti il successivo 5 febbraio, in un match contro l'Al-Markhiya. Il 4 maggio marca la sua prima marcatura, in occasione di un match casalingo vinto contro l'Al-Ahli Doha per 2-0. Termina la propria esperienza collezionando un totale di 7 presenze e una sola marcatura in 6 mesi.
Il 5 novembre 2024, dopo più di un anno da svincolato, annuncia il proprio ritiro dal calcio giocato.

### Nazionale
Nel febbraio del 2009 viene convocato dalla selezione Under-20 argentina per disputare il campionato sudamericano di calcio Under-20 2009, ma l'Huracán gli impedisce di partecipare alla manifestazione in quanto il giocatore serviva alla prima squadra.

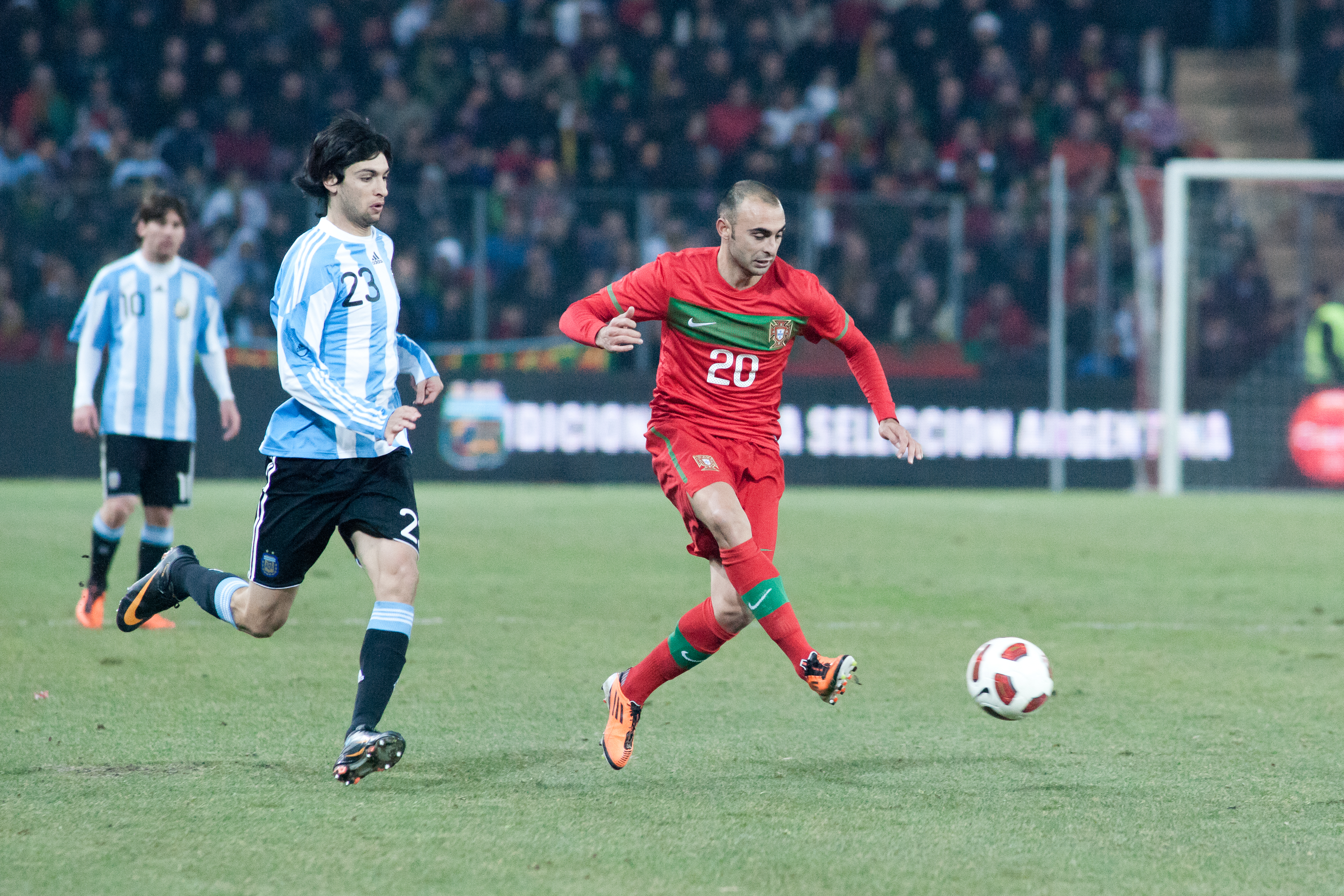
Pastore con l' in un'amichevole contro il nel 2011.

Il 15 dicembre 2009 viene convocato dal CT della nazionale argentina Diego Armando Maradona per una partita della Selección contro la Catalogna in programma una settimana dopo: in campo per tutti e 90 i minuti con la maglia nº 15, esordisce in Nazionale con una rete di destro al volo dal limite dell'area al 63' (la partita è terminata 4-2 per la selezione catalana).
Dopo appena una presenza con l'Albiceleste, ma dopo un campionato da titolare con il Palermo, è stato incluso nella rosa di 23 giocatori che prenderà parte al Mondiale 2010. Difenderà i colori della sua nazione con la maglia nº 23, dopo che inizialmente aveva scelto la casacca numero 22.
Il 24 maggio 2010 gioca la sua prima partita da titolare in nazionale, la seconda in assoluto, nell'amichevole vinta per 5-0 contro il Canada; resta in campo fino al 74', quando viene sostituito con Ariel Garcé. Schierato nel ruolo di regista, la sua è stata una prestazione convincente impreziosita da alcune giocate per i più di 50.000 accorsi al Monumental di Buenos Aires.
L'esordio nella competizione arriva nella terza ed ultima partita del primo turno, entrando in campo al 77' di Grecia-Argentina (0-2) al posto di Sergio Agüero, con la squadra già qualificata per la fase ad eliminazione diretta. Gioca anche l'ottavo di finale contro il Messico, vinto per 3-1, entrando all'87' al posto di Maxi Rodríguez e il quarto di finale contro la Germania perso per 4-0 entrando al 70' (sul risultato di 2-0) al posto di Nicolás Otamendi, sconfitta che sancisce l'eliminazione della sua squadra. Chiude quindi la sua prima esperienza ad un Mondiale con 3 presenze tutte da subentrato.
Il 1º giugno 2011 riceve la pre-convocazione per la Copa América 2011, venendo inserito in una lista di 26 calciatori da cui poi usciranno i 23 definitivi. Il 24 giugno viene inserito nella lista definitiva, con la maglia numero 18. L'esordio nella competizione arriva nella terza ed ultima partita della fase a gironi, nella vittoria per 3-0 sulla Costa Rica, entrando in campo al 79' al posto di Gonzalo Higuaín. Gioca anche gli ottavi di finale in cui la sua squadra viene battuta per 6-5 ai rigori dall'Uruguay, dopo che i tempi regolamentari si erano conclusi sull'1-1: entrato in campo al 72' al posto di Ángel Di María, si è reso protagonista di qualche azione e ha realizzato il proprio tiro dagli undici metri.
Viene convocato per la Copa América 2015 e l'anno successivo per la Copa América Centenario negli Stati Uniti.

## Statistiche

### Presenze e reti nei club
| Stagione                   | Squadra                    | Campionato                 | Campionato | Campionato | Coppe nazionali | Coppe nazionali | Coppe nazionali | Coppe continentali | Coppe continentali | Coppe continentali | Altre coppe | Altre coppe | Altre coppe | Totale | Totale |
| Stagione                   | Squadra                    | Comp                       | Pres       | Reti       | Comp            | Pres            | Reti            | Comp               | Pres               | Reti               | Comp        | Pres        | Reti        | Pres   | Reti   |
| -------------------------- | -------------------------- | -------------------------- | ---------- | ---------- | --------------- | --------------- | --------------- | ------------------ | ------------------ | ------------------ | ----------- | ----------- | ----------- | ------ | ------ |
| 2007-2008                  | Talleres                   | SD                         | 5          | 0          | -               | -               | -               | -                  | -                  | -                  | -           | -           | -           | 5      | 0      |
| 2008-2009                  | Huracán                    | PD                         | 31         | 8          | -               | -               | -               | -                  | -                  | -                  | -           | -           | -           | 31     | 8      |
| 2009-2010                  | Palermo                    | A                          | 34         | 3          | CI              | 3               | 0               | -                  | -                  | -                  | -           | -           | -           | 37     | 3      |
| 2010-2011                  | Palermo                    | A                          | 35         | 11         | CI              | 4               | 1               | UEL                | 6                  | 1                  | -           | -           | -           | 45     | 13     |
| Totale Palermo             | Totale Palermo             | Totale Palermo             | 69         | 14         |                 | 7               | 1               |                    | 6                  | 1                  |             | -           | -           | 82     | 16     |
| 2011-2012                  | Paris Saint-Germain        | L1                         | 33         | 13         | CF+CdL          | 3+0             | 1+0             | UEL                | 7                  | 2                  | -           | -           | -           | 43     | 16     |
| 2012-2013                  | Paris Saint-Germain        | L1                         | 34         | 4          | CF+CdlL         | 3+1             | 2+0             | UCL                | 10                 | 3                  | -           | -           | -           | 48     | 9      |
| 2013-2014                  | Paris Saint-Germain        | L1                         | 29         | 1          | CF+CdlL         | 2+3             | 0+1             | UCL                | 6                  | 1                  | SF          | 1           | 0           | 41     | 3      |
| 2014-2015                  | Paris Saint-Germain        | L1                         | 34         | 5          | CF+CdL          | 4+2             | 1+0             | UCL                | 10                 | 0                  | SF          | 1           | 0           | 51     | 6      |
| 2015-2016                  | Paris Saint-Germain        | L1                         | 16         | 2          | CF+CdL          | 2+2             | 0+1             | UCL                | 6                  | 0                  | SF          | 0           | 0           | 28     | 3      |
| 2016-2017                  | Paris Saint-Germain        | L1                         | 15         | 0          | CF+CdL          | 4+1             | 2+0             | UCL                | 2                  | 0                  | SF          | 1           | 1           | 23     | 3      |
| 2017-2018                  | Paris Saint-Germain        | L1                         | 25         | 4          | CF+CdL          | 5+3             | 1+0             | UCL                | 3                  | 0                  | SF          | 1           | 0           | 37     | 5      |
| Totale Paris Saint-Germain | Totale Paris Saint-Germain | Totale Paris Saint-Germain | 186        | 29         |                 | 35              | 9               |                    | 44                 | 6                  |             | 4           | 1           | 269    | 45     |
| 2018-2019                  | Roma                       | A                          | 14         | 3          | CI              | 2               | 1               | UCL                | 1                  | 0                  | -           | -           | -           | 17     | 4      |
| 2019-2020                  | Roma                       | A                          | 11         | 0          | CI              | 0               | 0               | UEL                | 4                  | 0                  | -           | -           | -           | 15     | 0      |
| 2020-2021                  | Roma                       | A                          | 5          | 0          | CI              | 0               | 0               | UEL                | 0                  | 0                  | -           | -           | -           | 5      | 0      |
| Totale Roma                | Totale Roma                | Totale Roma                | 30         | 3          |                 | 2               | 1               |                    | 5                  | 0                  |             | -           | -           | 37     | 4      |
| 2021-2022                  | Elche                      | PD                         | 13         | 0          | CR              | 2               | 0               | -                  | -                  | -                  | -           | -           | -           | 15     | 0      |
| 2022-gen. 2023             | Elche                      | PD                         | 1          | 0          | CR              | 0               | 0               | -                  | -                  | -                  | -           | -           | -           | 1      | 0      |
| Totale Elche               | Totale Elche               | Totale Elche               | 14         | 0          |                 | 2               | 0               |                    | -                  | -                  |             | -           | -           | 16     | 0      |
| gen.-giu. 2023             | Qatar SC                   | QSL                        | 7          | 1          | CQ              | 0               | 0               | -                  | -                  | -                  | QSC         | 0           | 0           | 7      | 1      |
| Totale carriera            | Totale carriera            | Totale carriera            | 340        | 55         |                 | 46              | 11              |                    | 55                 | 7                  |             | 4           | 1           | 445    | 74     |

### Cronologia presenze e reti in nazionale
| Cronologia completa delle presenze e delle reti in nazionale ― Argentina | Cronologia completa delle presenze e delle reti in nazionale ― Argentina | Cronologia completa delle presenze e delle reti in nazionale ― Argentina | Cronologia completa delle presenze e delle reti in nazionale ― Argentina | Cronologia completa delle presenze e delle reti in nazionale ― Argentina | Cronologia completa delle presenze e delle reti in nazionale ― Argentina | Cronologia completa delle presenze e delle reti in nazionale ― Argentina | Cronologia completa delle presenze e delle reti in nazionale ― Argentina |
| Data                                                                     | Città                                                                    | In casa                                                                  | Risultato                                                                | Ospiti                                                                   | Competizione                                                             | Reti                                                                     | Note                                                                     |
| ------------------------------------------------------------------------ | ------------------------------------------------------------------------ | ------------------------------------------------------------------------ | ------------------------------------------------------------------------ | ------------------------------------------------------------------------ | ------------------------------------------------------------------------ | ------------------------------------------------------------------------ | ------------------------------------------------------------------------ |
| 24-5-2010                                                                | Buenos Aires                                                             | Argentina                                                                | 5 – 0                                                                    | Canada                                                                   | Amichevole                                                               | -                                                                        | 74’                                                                      |
| 22-6-2010                                                                | Polokwane                                                                | Grecia                                                                   | 0 – 2                                                                    | Argentina                                                                | Mondiali 2010 - 1º turno                                                 | -                                                                        | 77’                                                                      |
| 27-6-2010                                                                | Johannesburg                                                             | Argentina                                                                | 3 – 1                                                                    | Messico                                                                  | Mondiali 2010 - Ottavi di Finale                                         | -                                                                        | 87’                                                                      |
| 3-7-2010                                                                 | Città del Capo                                                           | Argentina                                                                | 0 – 4                                                                    | Germania                                                                 | Mondiali 2010 - Quarti di Finale                                         | -                                                                        | 70’                                                                      |
| 11-8-2010                                                                | Saitama                                                                  | Irlanda                                                                  | 0 – 1                                                                    | Argentina                                                                | Amichevole                                                               | -                                                                        | 59’                                                                      |
| 8-10-2010                                                                | Saitama                                                                  | Giappone                                                                 | 1 – 0                                                                    | Argentina                                                                | Amichevole                                                               | -                                                                        | 59’                                                                      |
| 17-11-2010                                                               | Doha                                                                     | Argentina                                                                | 1 – 0                                                                    | Brasile                                                                  | Amichevole                                                               | -                                                                        | 69’                                                                      |
| 9-2-2011                                                                 | Ginevra                                                                  | Argentina                                                                | 2 – 1                                                                    | Portogallo                                                               | Amichevole                                                               | -                                                                        | 65’                                                                      |
| 29-3-2011                                                                | San José                                                                 | Costa Rica                                                               | 0 – 0                                                                    | Argentina                                                                | Amichevole                                                               | -                                                                        |                                                                          |
| 11-7-2011                                                                | Córdoba                                                                  | Argentina                                                                | 3 – 0                                                                    | Costa Rica                                                               | Coppa America 2011 - 1º turno                                            | -                                                                        | 80’                                                                      |
| 16-7-2011                                                                | Santa Fe                                                                 | Argentina                                                                | 1 – 1 dts (5 - 6 dtr)                                                    | Uruguay                                                                  | Coppa America 2011 - Quarti di Finale                                    | -                                                                        | 72’                                                                      |
| 2-9-2011                                                                 | Calcutta                                                                 | Venezuela                                                                | 0 – 1                                                                    | Argentina                                                                | Amichevole                                                               | -                                                                        | 60’                                                                      |
| 11-10-2011                                                               | Puerto La Cruz                                                           | Venezuela                                                                | 1 – 0                                                                    | Argentina                                                                | Qual. Mondiali 2014                                                      | -                                                                        | 84’                                                                      |
| 11-11-2011                                                               | Buenos Aires                                                             | Argentina                                                                | 1 – 1                                                                    | Bolivia                                                                  | Qual. Mondiali 2014                                                      | -                                                                        |                                                                          |
| 11-10-2014                                                               | Pechino                                                                  | Brasile                                                                  | 2 – 0                                                                    | Argentina                                                                | Amichevole                                                               | -                                                                        | 61’                                                                      |
| 14-10-2014                                                               | Hong Kong                                                                | Hong Kong                                                                | 0 – 7                                                                    | Argentina                                                                | Amichevole                                                               | -                                                                        | 60’                                                                      |
| 18-11-2014                                                               | Manchester                                                               | Argentina                                                                | 0 – 1                                                                    | Portogallo                                                               | Amichevole                                                               | -                                                                        | 73’                                                                      |
| 28-3-2015                                                                | Landover                                                                 | El Salvador                                                              | 0 – 2                                                                    | Argentina                                                                | Amichevole                                                               | -                                                                        | 78’                                                                      |
| 31-3-2015                                                                | East Rutherford                                                          | Argentina                                                                | 2 – 1                                                                    | Ecuador                                                                  | Amichevole                                                               | 1                                                                        | 79’                                                                      |
| 6-6-2015                                                                 | San Juan                                                                 | Argentina                                                                | 5 – 0                                                                    | Bolivia                                                                  | Amichevole                                                               | -                                                                        |                                                                          |
| 13-6-2015                                                                | La Serena                                                                | Argentina                                                                | 2 – 2                                                                    | Paraguay                                                                 | Coppa America 2015 - 1º turno                                            | -                                                                        | 75’                                                                      |
| 16-6-2015                                                                | La Serena                                                                | Argentina                                                                | 1 – 0                                                                    | Uruguay                                                                  | Coppa America 2015 - 1º turno                                            | -                                                                        | 78’                                                                      |
| 20-6-2015                                                                | Viña del Mar                                                             | Argentina                                                                | 1 – 0                                                                    | Giamaica                                                                 | Coppa America 2015 - 1º turno                                            | -                                                                        | 45’ 59’                                                                  |
| 26-6-2015                                                                | Viña del Mar                                                             | Argentina                                                                | 0 – 0 (5 – 4 dtr)                                                        | Colombia                                                                 | Coppa America 2015 - Quarti di finale                                    | -                                                                        | 77’                                                                      |
| 30-6-2015                                                                | Concepción                                                               | Argentina                                                                | 6 – 1                                                                    | Paraguay                                                                 | Coppa America 2015 - Semifinale                                          | 1                                                                        | 73’                                                                      |
| 4-7-2015                                                                 | Santiago del Cile                                                        | Cile                                                                     | 0 – 0 dts (4 - 1 dtr)                                                    | Argentina                                                                | Coppa America 2015 - Finale                                              | -                                                                        | 81’                                                                      |
| 8-10-2015                                                                | Buenos Aires                                                             | Argentina                                                                | 0 – 2                                                                    | Ecuador                                                                  | Qual. Mondiali 2018                                                      | -                                                                        | 81’                                                                      |
| 13-10-2015                                                               | Asunción                                                                 | Paraguay                                                                 | 0 – 0                                                                    | Argentina                                                                | Qual. Mondiali 2018                                                      | -                                                                        | 68’                                                                      |
| 1-9-2017                                                                 | Montevideo                                                               | Uruguay                                                                  | 0 – 0                                                                    | Argentina                                                                | Qual. Mondiali 2018                                                      | -                                                                        | 71’                                                                      |
| 6-9-2017                                                                 | Montevideo                                                               | Argentina                                                                | 1 – 1                                                                    | Venezuela                                                                | Qual. Mondiali 2018                                                      | -                                                                        | 75’                                                                      |
| Totale                                                                   |                                                                          | Presenze                                                                 | 30                                                                       |                                                                          | Reti                                                                     | 2                                                                        |                                                                          |

| 22-12-2009 | Barcellona | Catalogna | 4 – 2 | Argentina | 1 |
| Totale     |            | Presenze  | 1     | Reti      | 1 |

## Palmarès

### Club
- Campionato francese: 5

Paris Saint-Germain: 2012-2013, 2013-2014, 2014-2015, 2015-2016, 2017-2018
- Supercoppa francese: 5

Paris Saint-Germain: 2013, 2014, 2015, 2016, 2017
- Coppa di Lega francese: 5

Paris Saint-Germain: 2013-2014, 2014-2015, 2015-2016, 2016-2017, 2017-2018
- Coppa di Francia: 4

Paris Saint-Germain: 2014-2015, 2015-2016, 2016-2017, 2017-2018

### Individuale
- Oscar del calcio AIC: 1

Miglior calciatore giovane: 2010
- Trophées UNFP du football: 1

Squadra ideale della Ligue 1: 2015
- Miglior giocatore della Coupe de la Ligue: 1

2015-2016